# Суздалев Юрій Васильович
Ю́рій Васи́льович Суздалев (28 жовтня 1967, Дніпропетровськ) — український гравець з хокею з м'ячем, що виступав на позиції півзахисника та хокейний тренер.

## Ігрова кар'єра
Гравець клубу з хокею з м'ячем «Дніпро» (Дніпро) з 2011 року, капітан команди. Прийшов у хокей з м'ячем з хокею з шайбою. Довгий час був граючим тренером «Дніпра». У його складі ставав чемпіоном України (2014 та 2016), володарем Кубка України (2013 та 2014), володарем Суперкубка України (2013), переможцем міжнародного турніру «DniproBandy» (2012 та 2013), срібним призером чемпіонату України (2013 та 2015), фіналістом Кубка України (2012).
За збірну України провів 20 матчів на чемпіонатах світу, в яких забив 4 м'ячі. Також брав участь у складі збірної в міжнародному аматорському турнірі в Москві (2012).
У 2016 році у складі збірної України здобув бронзові медалі на чемпіонаті світу серед команд групи «Б», який проходив у російському Ульяновську, в матчі за третє місце проти збірної Монголії, отримав струс мозку у результаті бійці у форматі «команда на команду».

## Сім'я
Має брата-близнюка Олександра, який також є гравцем ХК «Дніпро».